# Dutkevichites
Dutkevichites es un género de foraminífero bentónico de la subfamilia Biwaellinae, de la familia Schwagerinidae, de la superfamilia Fusulinoidea, del suborden Fusulinina y del orden Fusulinida. Su especie tipo es Dutkevichites darvasica. Su rango cronoestratigráfico abarca desde el Gzheliense (Carbonífero superior) hasta el Asseliense (Pérmico inferior).

## Discusión
Clasificaciones más recientes incluyen Dutkevichites en la superfamilia Schwagerinoidea, y en la subclase Fusulinana de la clase Fusulinata.

## Clasificación
Dutkevichites incluye a las siguientes especies:
- Dutkevichites darvasica †
- Dutkevichites inopinatus †
- Dutkevichites ljangariensis †
- Dutkevichites ramovshi †

Otra especie considerada en Dutkevichites es:
- Dutkevichites valeriani †, de posición genérica incierta